# 克拉克·米德爾頓
克拉克·汀斯利·米德爾頓（英語：Clark Tinsley Middleton，1957年4月13日—2020年10月4日），美國演員。他的著名作品包括《追殺比爾2》、《罪恶之城》、《危机边缘》、《末日列車》與《黑名单》等等。

## 生平
米德爾頓出生於田纳西州布里斯托爾，成長於亞利桑那州图森。四歲時，他被診斷患有幼年特發性關節炎。米德爾頓如此描述自己的病況：
起初它扭曲了我的手。然後我不得不服用的可的松使我的臉頰發胖。八歲時，我的脖子失去了運動能力。十五歲那年，我傷了臀部，手術後不得不倚賴助行器行動。再後來我被我的狗絆倒，摔斷了腿，這回必須用拐杖了。
病情限制了他的生長，使其終生維持5英尺4英寸（163 cm）身高。

### 職業生涯
廿餘歲時，米德爾頓在加州一所短期大学參加了演員班，這是他參演的開始。之後他前往紐約赫伯特·柏格霍夫劇場學校進修，接受Geraldine Page指導。
1983年在電視電影《寂寞小姐》（Miss Lonelyhearts）的出演是他的職涯初登場。1997年，米德爾頓寫作了名為"Miracle Mile"的劇本，講述自身從小患有關節炎的心境，並且在紐約以及美國各地親自演出、詮釋此劇。
九〇年代至今，在《法律與秩序》、《危机边缘》、《黑名单》、《雙峰》等劇集中擔任常设角色。
2006年，他與Elissa Meyers結婚。

### 逝世
2020年7月，在COVID-19疫情期間，米德爾頓在自家臥室透過視訊軟體Zoom參演了劇作《休吉》，這是他最後的作品。10月4日，他於錫安山醫學中心逝世，死因為西尼羅河病毒感染所引發的併發症，享年63。米德爾頓在《黑名单》一劇的角色格倫（Glen）於第8季第6集遭賜死，「死因」同樣為病毒感染，該集內容於美國時間2月14日晚播出。

## 外部連結
- 克拉克·米德爾頓在互联网电影资料库（IMDb）上的資料（英文）
- 在AllMovie上克拉克·米德爾頓的頁面（英文）
- Brunner, Jeryl. . Forbes. 2017-04-04  [2021-02-15]. （原始内容存档于2020-11-26）.
- Brunner, Jeryl. . Parade. 2017-04-18  [2021-02-15]. （原始内容存档于2017-06-16）.